# 地図状舌
地図状舌（ちずじょうぜつ、geographic tongue）とは、舌背の一部に発生した灰白色の辺縁で縁どられた赤斑が不規則な病巣として広がる口腔粘膜疾患の一つ。自覚症状はほとんどなく、稀にしみると訴えることがある。地図舌（ちずぜつ）とも。

## 概要
地図状舌は外傷性および炎症性疾患群に分類され、組織学的には、上皮角化層は好中球やリンパ球浸潤によりその多くが破壊され消失する。多くは、上皮全層に渡る好中球・リンパ球浸潤を認め、上皮表層に十数個の好中球浸潤巣として微小膿瘍の形成が見られる。上皮下結合組織には好中球、リンパ球、形質細胞などの炎症性細胞浸潤が認められる。溝状舌を併発することが多い。

## 原因
不明である。が、溝状舌を合併することが多いため、微生物による刺激が考えられている。このほか、神経性障害、自律神経失調症、ビタミンB欠乏症など。

## 疫学
小児や若い女性に多いとされる。地図状舌の有病率はHalperinの1953年の調査では11歳～20歳で1.13%、Mikkonenの1982年の調査では17歳～35歳で3.3%であった。日本人では下野らは成人1~8%、幼児3~15%としている他、東北大学の1989年の調査で4.4%であった。

## 症状
自覚症状はほとんどなく、稀にしみるなど軽度の疼痛を訴えるほか、味覚異常を訴えることもある。

## 治療
症状がない場合には行われないが、痛みがある場合は対症療法がとられる。

## 追加画像

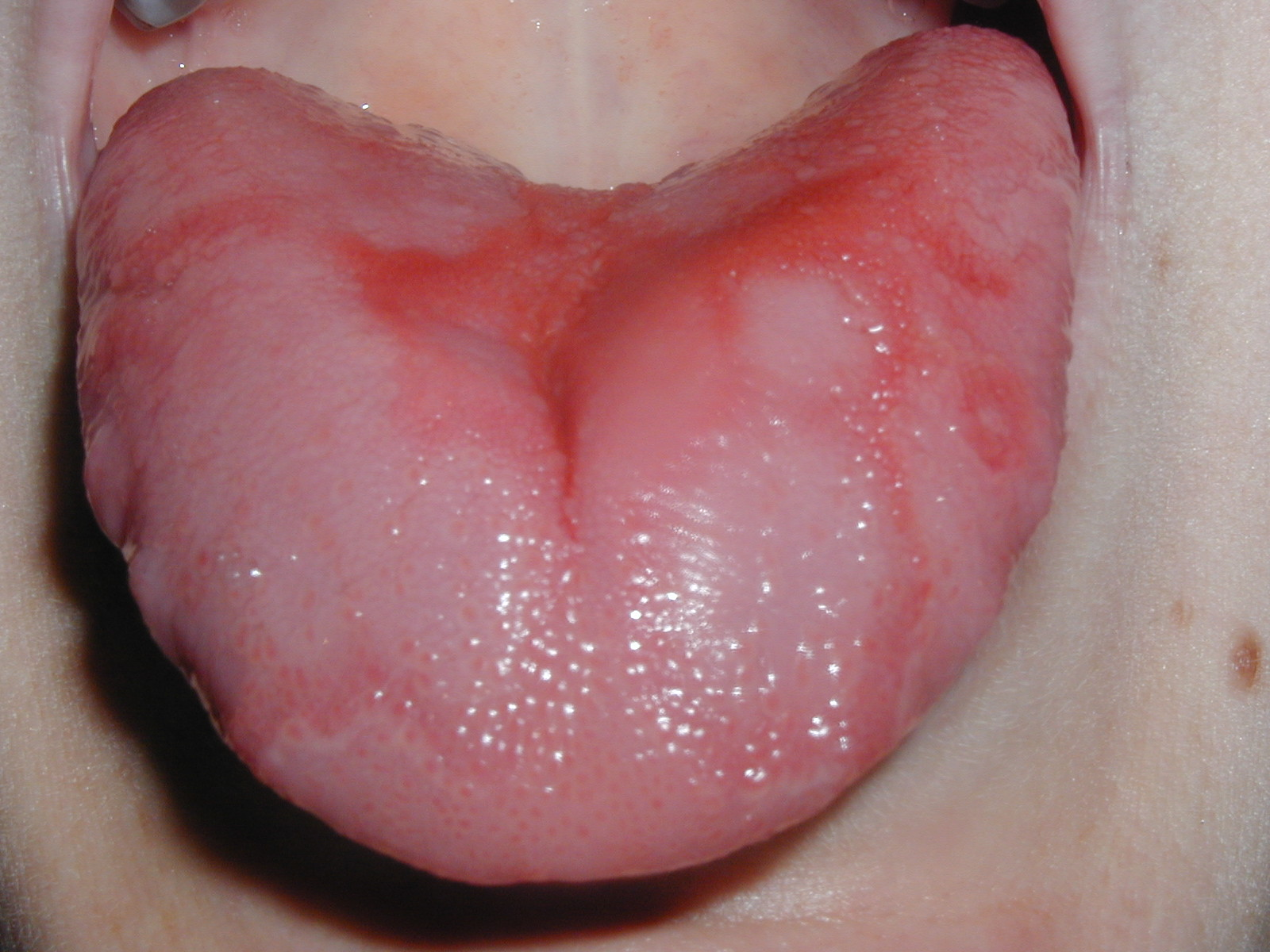
Another example of geographic tongue, showing strong color contrast between the red and white areas.